# Маврелий из Имолы
Маурелий (умер в 532 или 542 году) — святой, епископ Имолы. День памяти — 6 мая.
Святой Маурелий родился в Корнелиевом Форуме (нынешняя Имола). Он был поставлен епископом Имолы в первой половине VI века. В ту пору те края пребывали в войне с остготами, христианами, исповедовавшими арианство. Святой Маурелий был умучен после того, как остготы под предводительством Тотилы в 541 году покорили Форум Корнелиев и Фаэнцу (Faventia) .
По кончине святого он был похоронен в старом соборе. В 1208 году его мощи были перенесены в новый собор.
Святой Маврелий впервые упоминается в документах 1155 года. В другом документе 1174 года он упоминается как episcopus, а в документе 1208 года — как episcopus martyr. Только с XVI века святой Маврелий признаётся признан епископом Имолы.
Франческо Ланцони высказывал сомнения, об историчности святого Маурелия. По словам историка из Фаэнцы, Маурилий из Имолы и Маурилий из Вогенцы, возможно, были перепутаны с о св. Маурилием Анжерским.